# Ciclón extratropical Xynthia
| Xynthya          | Xynthya                                    | Xynthya                                    |
| Datos            | Datos                                      | Datos                                      |
| ---------------- | ------------------------------------------ | ------------------------------------------ |
| Viento máximo:   | 242 km/h (Pic du Midi, Francia)            | 242 km/h (Pic du Midi, Francia)            |
| Presión mínima:  | 968 mb                                     | 968 mb                                     |
| Efectos          |                                            |                                            |
| Fallecidos       | 65                                         | 65                                         |
| Daños materiales | 1000 millones de € en Francia (estimación) | 1000 millones de € en Francia (estimación) |

El ciclón extratropical Xynthia fue un ciclón de latitudes medias que se originó en el océano Atlántico, entre los días 26 y 28 de febrero del año 2010. El viento asociado a la depresión alcanzó vientos fuerza 2 - 3 (mayores a 180 km/h) según la escala de Saffir-Simpson en varios puntos de España y Francia. A pesar de haber perdido toda característica tropical, el ciclón Xynthia experimentó un proceso de ciclogénesis explosiva a su paso por Madeira en su avance hacia el este reduciendo drásticamente la presión del sistema. Las previsiones que se hicieron en su momento para el Ciclón extratropical Klaus de enero de 2009, referente más inmediato, alertaban de vientos de hasta 154 km/h. 
En total más 50 personas perdieron la vida y otras 12 continúan desaparecidas.

## Génesis y evolución

Animación de 24 horas desde las 17:00 del 27 de febrero.

En torno al 22 de febrero los modelos numéricos a medio plazo, como el GFS, empezaron a indicar la posibilidad de la profundización de un sistema de bajas presiones que afectaría a la península ibérica y el oeste de Francia entre la noche del 27 y a lo largo de todo el día 28. El día 25 de febrero las imágenes satelitales mostraron cómo una masa de cumulonimbos situada a al este del Caribe empezaba a interaccionar con una fuerte corriente en chorro situada a 9000 metros.

## Previsiones

### España

Mapa de alertas por fuertes vientos en la península ibérica realizado el día 26 de febrero para el día siguiente.

El 26 de febrero, la Agencia Estatal de Meteorología puso en alerta por fuertes vientos a toda España, salvo el litoral mediterráneo, en previsión de "rachas huracanadas" en los días 27 y 28. Según sus previsiones, el ciclón seguiría una trayectoria suroeste-noreste profundizándose notablemente a su paso por Madeira, afectando a las Islas Canarias, el litoral atlántico y el interior peninsular hasta su salida al mar Cantábrico. Además del aviso por viento, la agencia alertó de temporal duro en la mar con vientos entre fuerzas 9 en Finisterre y 10-11 en el Cantábrico.

#### Galicia
En Galicia, la Junta activó un dispositivo de emergencia formado por más de 2.000 personas. Las autoridades suspendieron todas las actividades al aire libre para el fin de semana, recomendando a la población que permaneciera en sus casas dejando libres las líneas telefónicas. Además, se habilitaron líneas de comunicación exclusivas para los servicios de emergencia, si bien se han hecho desde el gobierno de España llamadas a la calma.
Las últimas previsiones (para las 18:00 del sábado 27, hechas con 24 horas de antelación) indican que el ciclón entrará por la frontera entre Galicia y Portugal y saldrá entre Galicia y Asturias. En el momento de la salida, las previsiones de viento en Galicia superan los 160 km/h.

#### País Vasco

Mapa de alertas por fuertes vientos en Francia el 27 de febrero.

Euskalmet, la agencia dependiente del Gobierno Vasco, lanzó una alerta especial en donde indicaba vientos de entre 140-150 km/h en "zonas expuestas", especialmente de montaña, con una especial intensidad entre las 18:00h del sábado y las 03:00h del domingo hora UTC. El Departamento de Interior, tras constituir la mesa de crisis, recomendó a los ciudadanos no salir a la calle ante los fuertes vientos. Además, varios ayuntamientos suspendieron eventos al aire libre programados para el fin de semana. El Puerto de Bilbao anunció que algunos barcos deberían situarse en alta mar ante la llegada del ciclón. La mayor racha de viento en Euskadi se produjo en el alto de Orduña. Fue una racha de viento de 228 km/h.

### Francia
Tras su paso por el noroeste de la península ibérica, Météo-France previó que el ciclón atravesaría el mar Cantábrico hasta las costas francesas, afectando con especial intensidad a las regiones del País del Loira, Poitou-Charentes, Centro, la cuenca parisina y el noreste del país. Météo-France emitió una alerta roja por en la Vendée, la Charente-Maritime, los Deux-Sèvres y la Vienne para las 16 horas del 27 febrero por rachas máximas de hasta 130 km/h en el interior y 150 km/h en las costas. Fue la segunda vez que Météo-France emitía una alerta roja por el viento en su historia.

### Portugal
El Instituto de Meteorología puso en alerta roja por fuertes vientos a 10 distritos del norte del país desde las 00:00 horas del 27 de febrero y hasta el día siguiente. Protección Civil alertó de que las regiones del litoral y centro serían las más afectadas por vientos racheados de 160 km/h y lluvia intensa.

## Consecuencias

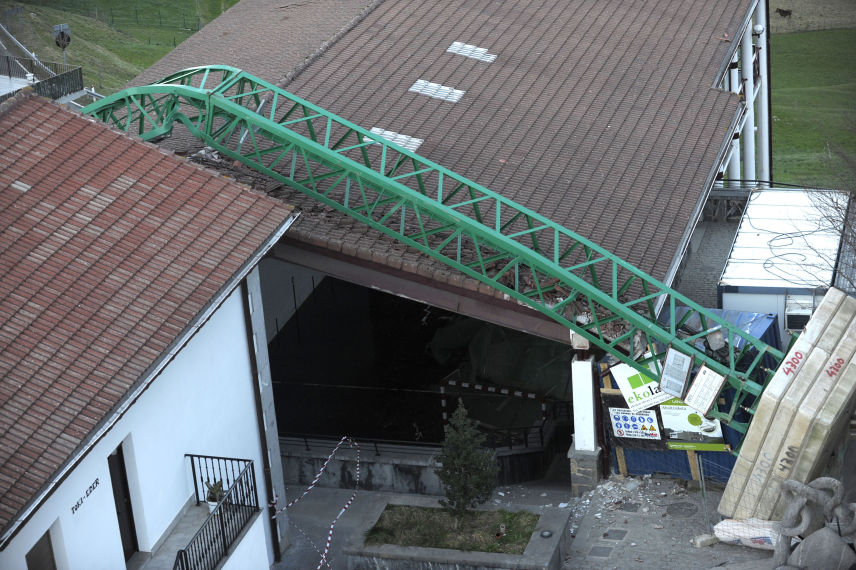
Imagen de la grúa desplomada sobre un edificio en Guipúzcoa (España) como consecuencia del fuerte viento de la borrasca.

### Víctimas y daños materiales en Portugal
En Paredes, situado al norte de Portugal falleció un niño tras caerle encima un árbol por efecto del viento. La Guardia Nacional Republicana informó del cierre de la A14 y la A2 debido a desprendimientos y caídas de postes.

### Víctimas y daños materiales en España
La tormenta causó la muerte a una mujer de 82 años en el municipio de Villar de Barrio, Orense, debido al derrrumbe del muro de una nave. En Guipúzcoa cayó una grúa de construcción sobre un edificio de viviendas y un frontón causando tan solo daños materiales. En León una mujer de 75 años resultó herida en la pierna, debido al derrumbe parcial de una casa baja.
Dos ocupantes de un coche fallecieron hacia las diez menos veinte de la noche en Arlanzón (Burgos) tras colisionar contra un árbol derribado por la fuerza del viento sobre la calzada. Otra persona resultó herida en Burgos, por desprendimiento de cascotes.
En Ponferrada (León), se produjo la caída de una parte de la fachada del antiguo cuartel de la Guardia Civil, y en Ciudad Rodrigo (Salamanca) la tempestad derribó dos graderíos móviles de fútbol. En Segovia, la fuerza del viento produjo el derrumbe de dos muros: uno situado en el cuartel militar de la Base Mixta y otro en el aparcamiento de la estación del AVE. Finalmente, en el barrio de Las Herencias de Ávila, se produjo la caída de un cristal de grandes dimensiones sobre un todoterreno.

### Víctimas y daños materiales en Francia y Europa
Según las autoridades francesas Xynthia ha causado 50 muertos a su paso por el país, según informaron las autoridades. El temporal dejó además una víctima en Bélgica y cuatro más en Alemania con lo que el balance de Xynthya es de 61 muertos.
A causa de las inundaciones provocadas por Xynthia han muerto 29 personas en el departamento de Vendée. François Fillon, primer ministro galo, calificó la situación provocada por la tormenta de "catástrofe nacional" mientras que el ministro del Interior, Brice Hortefeux, declaró por su parte que el número de muertos puede estar situado entre los 50 y los 60. Un millón de abonados vieron interrumpido su suministro eléctrico, el cual, según fuentes de la compañía se restableció a la mitad de los afectados después de las 6 de la tarde.

#### Estaciones de esquí
Christophe Merlin, secretario general del departamento de los Altos Pirineos, dijo que "del 20% al 80% de las infraestrucuras de las estaciones" han sido destruidas por los vientos de 200 km / h. Algunas estaciones se vieron obligadas a cerrar hasta el final de la temporada.

#### Instalaciones portuarias.
El aumento del nivel del agua provocó el desprendimientos de los pantalanes de atraque en diversos puertos deportivos (incluyendo Minimes en La Rochelle, y Les Sables d'Olonne), haciendo que se agrupasen y derivasen al mismo tiempo que los barcos amarrados a ellos, e incluso pasando por debajo de los mismos. En el puerto de La Rochelle, se encuentran los barcos empalados en la parte superior de las bitas de estos muelles, las pasarelas de acceso fueron derribadas y caen directamente hacia el agua, algunos de los muelles son inutilizables. Los barcos más pequeños que se encontraban anclados han sido arrojados a la orilla causando daños en los cascos y quillas.
En la Vandea, los canales entre cuencas pueden haber sido dañados, igual que los caminos pavimentados que discurren por encima de ellas, debido a la presión del agua y las olas.

## Controversia
Las consecuencias del ciclón dieron pie a un debate en el cual se comenzó a poner en entredicho las edificaciones al borde del mar y la resistencia de los diques de contención, los cuales fueron incapaces de resistir la fuerza del agua.
Sarkozy anunció la creación de una comisión para estudiar la fortaleza de los diques y reforzarlos, así como en priorizar las seguridad en el urbanismo de las zonas costeras. 
El presidente del departamento de Vendée, Philippe de Villiers, se mostró crítico con la facilidad con la que se conceden los permisos de edificación en las zonas costeras. En la misma línea se expresó la secretaria de Estado de Ecología, Chantal Jouanno, la cual pidió un endurecimiento de los permisos de construcción en las zonas inundables tras los diques de contención.